# David J. Eicher
David John Eicher (* 7. August 1961 in Oxford (Ohio)) ist ein US-amerikanischer Hobbyastronom und Verfasser von Büchern über Astronomie und den Amerikanischen Bürgerkrieg.

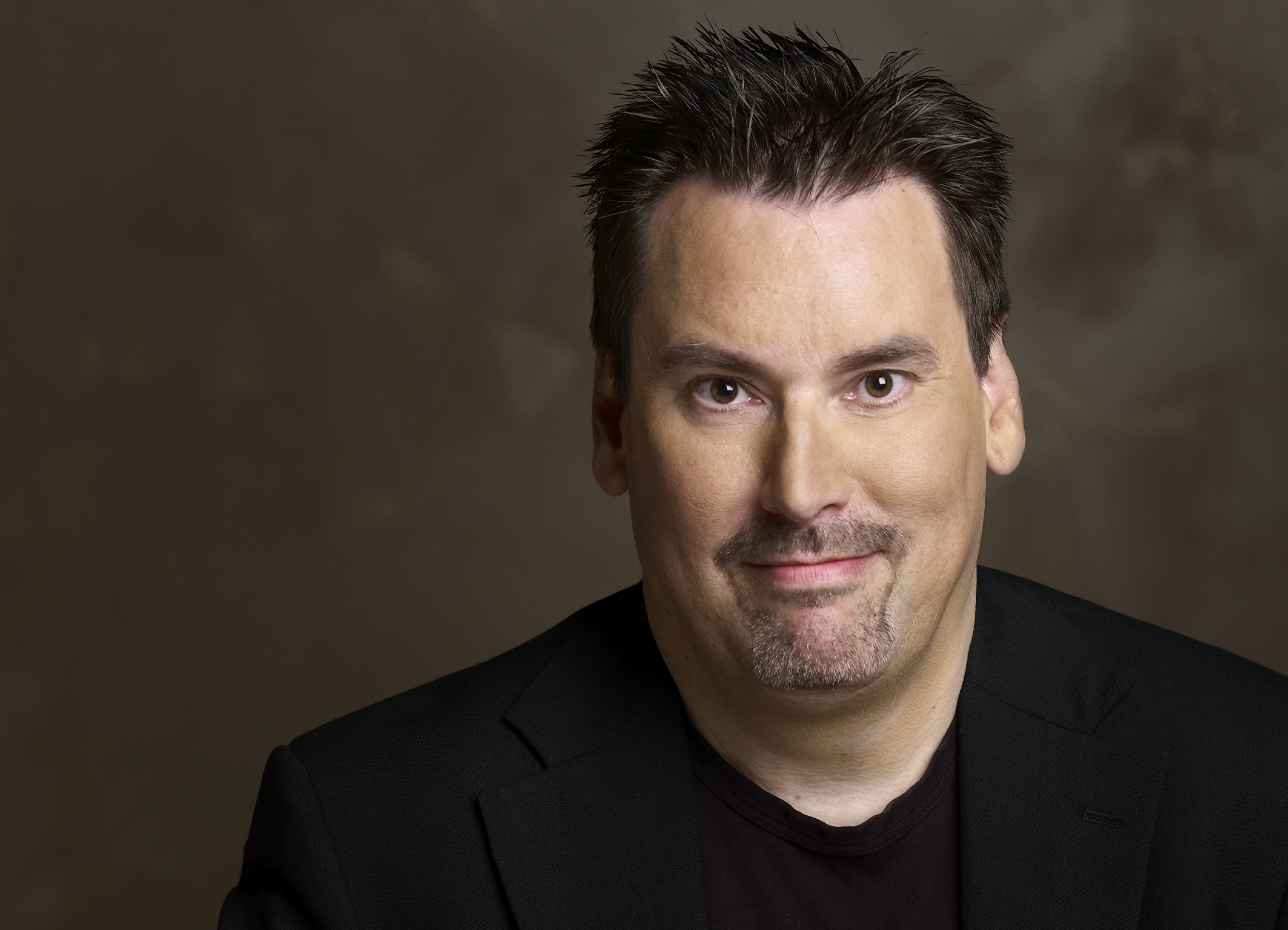
David Eicher 2010

Sein Vater John H. Eicher (* 1921) war Professor für Organische Chemie an der Miami University in Oxford (Ohio). Eicher begann ein Physik-Studium an der Universität seiner Heimatstadt und war ein begeisterter Amateurastronom, der eine eigene Zeitschrift (Deep Sky Monthly) herausgab. Daraus wurde 1982 eine feste Tätigkeit aus Mitherausgeber (später Herausgeber) von Astronomy und Herausgeber Deep Sky, wie sein Magazin nach Übernahme durch die AstroMedia Corporation hieß (1992 eingestellt).
1990 wurde der Asteroid (3617) Eicher nach ihm benannt.
Daneben veröffentlichte er mehrere Bücher über den Amerikanischen Bürgerkrieg, speziell Militärgeschichtliches.

## Werk

### Über den Amerikanischen Bürgerkrieg
- The Longest Night – a Military History of the Civil War, Simon and Schuster 2001
- mit John H. Eicher: Civil War High Commands, Stanford University Press 2001 (Biographien von rund 3.400 Kommandeuren und politischen Führern)
- The Civil War in Books – an Analytical Bibliography, University of Illinois Press 1997
- Robert E. Lee: a Life Portrait, Rowman & Littlefield 1997
- Dixie Betrayed: How the Confederacy Really Lost the Civil War, Little, Brown 2006
- Mystic Chords of Memory: Civil War Battlefields and Historic Sites Recaptured, Louisiana State University Press, 1998
- Gettysburg Battlefield: The Definitive Photographic History, Chronicle Books, 2003

### Über Astronomischen (Auswahl)
- The Universe from Your Backyard, Cambridge University Press 1988
- Comets! Visitors from Deep Space, Cambridge University Press, 2013